# Gilles Veissière
Pour les articles homonymes, voir Veissière.
Gilles Veissière (né le 18 septembre 1959 à Nice) est un arbitre international français de football. Atteint par la limite d'âge, il arrête d'arbitrer en 2005.

## Biographie
Il dirige 254 matchs en Ligue 1, mais ses compétences sont également reconnues sur la scène internationale. Il arbitre ainsi plusieurs rencontres de Ligue des champions, ainsi que 6 rencontres de phase finales lors de 3 compétitions internationales majeures : 
- Argentine - Nigeria et Japon - Tunisie à la Coupe du monde 2002,
- Roumanie - Portugal et RF Yougoslavie - Espagne à l'Euro 2000,
- République tchèque - Lettonie et Russie - Grèce à l'Euro 2004.

Il arbitre également la Finale de la Coupe UEFA 2000-2001 entre Alavés et Liverpool, ainsi que la finale de la Coupe de France de football 1997-1998. Il met un terme à sa carrière d'arbitre le 28 mai 2005, lors du match Auxerre-Lille. 
Depuis juillet 2005, il est consultant arbitral sur Canal+ lors des matches de Ligue 1 du dimanche soir, ainsi que sur Canal+ Sport pour l'émission Les Spécialistes. Il fait également des interventions dans l'émission Canal Football Club depuis août 2008.
Au mois de mars 2008, il devient conseiller municipal et adjoint aux sports de la ville de Nice, à la suite de l'élection au poste de maire de Christian Estrosi.